# Fumaria densiflora
Fumaria densiflora és una espècie d'herba anual de la família de les Papaveràcies. Fa unes inflorescències de flors vermelloses que tenen uns sèpals més amples que la flor (les flors de les funariàcies només tenen dos sèpals, un a cada costat de la flor). Els fruits són més o menys esferoïdals. Les fulles estan molt dividides en segments gairebé lineals.
La podem trobar als herbassars i camps de conreu abandonats, a la regió mediterrània i a l'oest d'Europa. Dispersa per gran part de la península Ibèrica. Als Països Catalans la poden trobar a Alacant, Barcelona, Girona, Illes Balears i Tarragona. A les Illes Balears, per illes a Mallorca, Eivissa, Formentera i Cabrera.